# (32281) Shreyamenon
(32281) Shreyamenon est un astéroïde de la ceinture principale.

## Description
(32281) Shreyamenon est un astéroïde de la ceinture principale. Il fut découvert le 1er août 2000 à Socorro par le projet LINEAR. Il présente une orbite caractérisée par un demi-grand axe de 3,03 UA, une excentricité de 0,08 et une inclinaison de 1,5° par rapport à l'écliptique.

## Compléments